# Systeminfo.exe
Em computação, systeminfo é um utilitário de linha de comando fornecido com versões do Microsoft Windows a partir do Windows XP e produz uma saída resumida dos parâmetros do ambiente operacional de hardware/software do Windows. As informações detalhadas de configuração sobre o computador e seu sistema operacional incluem dados sobre a configuração do sistema operacional, informações de segurança, ID do produto e propriedades de hardware, como RAM, espaço em disco e placas de rede.

## Uso
A sintaxe do comando é:
```
systeminfo[.exe] [/s Computador [/u Domínio\Usuário [/p Senha]]] [/fo {TABELA|LISTA|CSV}] [/nh]
```